# بندرشناس
بندرشناس، روستایی در دهستان مغویه بخش مرکزی شهرستان بندر لنگه در استان هرمزگان ایران است.

## جمعیت
بر پایه سرشماری عمومی نفوس و مسکن در سال ۱۳۹۵، جمعیت این روستا برابر با ۲٬۹۹۸ نفر (۶۱۷ خانوار) بوده‌است.